# Richard Ehrenberg
Richard Ehrenberg, född 5 februari 1857 i Wolfenbüttel, död 17 december 1921 i Rostock, var en tysk nationalekonom och ekonomisk historiker.
Ehrenberg blev efter en kort tids affärsverksamhet 1888 sekreterare hos handelskammaren i Altona, 1897 extra ordinarie professor i Göttingen och 1899 ordinarie professor i Rostock. År 1883 publicerade han avhandlingen Die Fondsspekulation und die Gesetzgebung, men övergick sedan till ekonomisk-historiska studier. Hans förnämsta arbeten är Hamburg und England im Zeitalter der Königin Elisabeth (1896) och Das Zeitalter der Fugger (två band, 1896), av vilka det senare är en visserligen något oordnad, men alldeles grundläggande framställning av hela den offentliga kreditens och de stora kapitalisternas betydelse under 1500-talet. Hans Grosse Vermögen, ihre Entstehung und ihre Bedeutung (1902) behandlar husen Fugger och Rothschild samt Krupp; fortsättningar därav är Das Haus Parish in Hamburg (1905) och Die Unternehmungen der Brüder Siemens (I, 1906). Samtidigt försökte Ehrenberg bana väg för en ny riktning inom nationalekonomin och grundlade för detta ändamål 1904 tidskriften "Das Thünenarchiv", senare "Archiv für exakte Wirtschaftsforschung", vilken ägnades åt undersökningar angående bestämda ekonomiska företags (lantegendomars, handelshus och industriföretags) organisation och verksamhet.